# Tetrastigma garrettii
Tetrastigma garrettii är en vinväxtart som beskrevs av François Gagnepain. Tetrastigma garrettii ingår i släktet Tetrastigma och familjen vinväxter. Inga underarter finns listade i Catalogue of Life.